# 아르린도주머니쥐
아르린도주머니쥐(Monodelphis arlindoi)는 주머니쥐과에 속하는 남아메리카 주머니쥐의 일종이다.

## 특징
평균 몸길이는 암컷이 133mm, 수컷이 149mm이다. 꼬리는 짧고, 몸길이의 절반보다 약간 길다. 귀는 작고, 안쪽은 고르게 갈색을 띠며 바깥쪽은 아주 짧고 가는 갈색 또는 황금빛 갈색 털이 나 있다. 등쪽 털은 회색을 띠며, 불그레한 갈색을 띠는 옆구리와 대조적으로 등 중간에 회색 줄무늬가 있다. 옆구리의 털 끝은 불그스레한 색을 띠고, 중간의 좁은 등쪽 줄무늬는 윤곽이 분명치 않다. 목과 뺨 쪽은 뚜렷하게 불그스레한 색을 띤다.

## 분포
기아나 중부와 남부 지역 그리고 브라질에 분포한다. 